# Giovanni Ignazio Pansoya
Giovanni Ignazio Pansoya (Torino, 30 luglio 1784 – Torino, 6 ottobre 1851) è stato un letterato e politico italiano, sindaco di Torino nel 1836 e deputato del Regno di Sardegna nel 1849.

## Biografia
Laureato in legge all'università di Torino, letterato di grande cultura, Pansoya fu un personaggio di rilievo nel regno di Carlo Felice, sindaco di Torino e poi, con Carlo Alberto, deputato in parlamento.
Di ispirazione politica conservatrice, diffidente nei confronti del progresso, scrisse alcuni componimenti di satira morale in piemontese, tra i quali spicca il tòni Dòjra gròssa ant l'ambrunì (via Dora Grossa era all'epoca il nome dell'attuale via Garibaldi).
Abbastanza sorprendentemente per un autore di opere in piemontese, scrisse un opuscolo in cui proponeva la soppressione dei dialetti in favore della lingua italiana, nell'ottica dell'unificazione nazionale.
È ricordato anche per avere clamorosamente sconfitto Cavour nelle elezioni del gennaio 1849. In quell'occasione Pansoya si candidò a deputato nello stesso collegio uninominale di Torino in cui si presentava il futuro  presidente del Consiglio del regno di Sardegna e lo sconfisse al ballottaggio, con l'aiuto indiretto del quotidiano radicale La Concordia che si era schierato a sorpresa contro Cavour.

## Opere principali
- Ricreassion dl'Autonn..., 1827
- Tre caprissi piemontèis, 1830
- Cenni intorno alla soppressione dei dialetti, Capriolo, Alessandria, 1845
- Il paciere - progetto di un piemontese che vuole unione col Veneto-milanese, e teme disunione per la Costituente che non può costituire il già costituito, ma potrebbe discostituire, Tipografia Sociale, Torino, 1848